# Famille de La Balme
Pour les articles homonymes, voir Famille de La Baume et Balme.
Ne doit pas être confondue avec la famille de La Balme dite d'Apremont, en Savoie, ni avec la famille de La Baume-Montrevel, ni avec celle de La Baume Le Blanc.
La famille de la Balme ou de La Baulme, dite aussi de La Baume de la Balme et de La Baume-Saint-Amour, est une famille noble originaire du Bugey.
Cette famille donne plusieurs branches, notamment les seigneurs de La Balme-sur-Cerdon, en Bugey, éteints au XVIe siècle ; les seigneurs de Longefan et de la Molière en Savoie, éteints en 1550 et à la fin du XVIIIe siècle, ainsi que les seigneurs de Saint-Amour fixés en Franche-Comté après l'achat de cette seigneurie en 1548, avec Château-Neuf et Balanod — acquisition renforcée par le mariage de Philibert II de La Baume/La Balme, seigneur de Peres et Corgenon : cf. Loriol, avec Françoise/Jeanne Damas de Digoine, dame de St-Amour — érigée en comté de Saint-Amour en leur faveur en 1570. Le dernier comte de La Baume-Saint-Amour meurt en 1761.

## Patronyme
Le nom de cette famille prend différentes formes selon les documents médiévaux et dans la présentation des auteurs spécialistes de la région. Il peut y avoir parfois, dans les documents anciens, confusion avec une des familles de La Baume ou de La Balme. Le comte Amédée de Foras, dans une présentation de la famille différente de La Balme d'Apremont (Savoie), introduit ainsi sa notice « Peu de familles présentent aux généalogistes autant de difficultés à résoudre que les nombreuses maisons ayant porté le nom de la Balme, en Savoie, en Bresse et en Bugey ».
Samuel Guichenon, dans son Histoire de Bresse et de Bugey (1650), donne pour nom principal à son article la famille La Baulme, bien qu'il alterne ensuite dans son développement avec la forme de La Balme, ainsi qu'une mention isolée de « la maison de La Baume S. Amour ». Ce dernier rappelle, par ailleurs, en introduction que l'arbre généalogique de cette maison présenté par Emmanuel-Philibert de Pingon « était supposée et pleine de fables », les liant notamment avec les La Baume dit Monrevel,. Le comte de Foras, dans une note de bas de page, fait remarquer que la démonstration de Guichenon « Dans la troisième partie du même ouvrage, page 13 et suiv., [...], dans la préface de l'histoire de la maison de la Baume de Montrevel, prend à partie Philibert de Pingon, le grand-référendaire, historiographe de Savoie, qui avait attribué une commune origine à cette maison [cf. les la Baume-Montrevel] et à celle des la Baume de Saint-Amour ». Il note avec sévérité « il sera juste aussi d'admettre que les arguments de Guichenon ont pour seul mobile le désir de contredire son illustre devancier. En effet, pour « contrarier cette opinion » de Pingon, qu'il va jusqu'à attribuer « à l'interest. et complaisance, » — on ne sait vraiment pourquoi, car Guichenon avoue lui-même l'égale illustration des deux maisons, — il accumule de longues phrases et ne prouve absolument rien. » ; en fait, Guichenon semble bien avoir raison, et l'on doit sans doute distinguer les La Balme/La Baume du Bugey (connus depuis le XIe siècle) : La Balme (et St-Amour), des La Baume de Bresse (citée un siècle après) : Montrevel ; certes la ressemblance est troublante entre les blasons : D'or à la bande d'azur pour la famille bugiste, D'or à la bande vivrée d'azur pour la famille bressane (ce qui évoque une branche cadette, aux armoiries nuancées d'une brisure), mais cette dernière a pu forger ses armes ainsi pour se rattacher à la première, plus ancienne et plus prestigieuse au début, même si plus tard les Montrevel ont connu de bien plus grandes illustrations.
L'historien et juriste François Ignace Dunod de Charnage dans son Histoire des Séquanois et de la province séquanoise (1737), reprend en partie le travail de Guichenon et introduit une notice au nom de la « Maison de la Baume-S. Amour ».
Le généalogiste François-Alexandre Aubert de La Chenaye-Desbois, dans son Dictionnaire généalogique, héraldique, chronologique et historique (1757) sous le nom « Baume-sur-Cerdon » écrit « famille de Bugei, d'où sont sortis les comtes de S. Amour, les seigneurs de Fromentes, les seigneurs du Mont-Saint-Sorlin, et les comtes de Montrevel, les marquis de Saint-Martin » (Montrevel, Mont-St-Sorlin et St-Martin sont des fiefs des La Baume-Montrevel ; Fromentes et St-Amour, des fiefs des la Baume-St-Amour). Sous le nom suivant « Baume de Saint-Amour », il cite quelques membres de la famille de La Baume, comtes de Saint-Amour. Dans la généalogie qu'il donne de cette famille dans son Dictionnaire de la noblesse... (1771) sous « Baume, ou Baulme-Saint-Amour (La) », il donne le nom « de la Baulme » au premier auteur de la filiation.
Gustave de Rivoire de La Bâtie, dans L'armorial de Dauphiné (1867), possède deux entrées. Tout d'abord, on trouve « Balme (la) » et une seconde « Baulme & Balme (la) ». Pour la première, il indique « Venue, en 1330, de la maison de la Balme-sus-Cerdon, en Valromey. » Dans la seconde, il précise que « la maison de La Baulme-Fromentes & La Balme-sur-Cerdon, comtes de Saint-Amour, en Bugey, tige de presque tous les La Balme du Dauphiné ». Quelques années plus tard, Edmond Révérend Du Mesnil (1832-1895), dans son Armorial historique de Bresse, Bugey, Dombes, Pays de Gex, Valromey et Franc-Lyonnais, d'après les travaux de Guichenon, d'Hozier(1872), donne le nom « La Balme » à une notice. Il conclut pourtant par « leurs armoiries sont indiquées plus loin sous le nom de « La Baulme-Saint-Amour » et il donne le nom « La Baume-Saint-Amour » à une autre notice. Il l'introduit à nouveau en précisant, tout comme Guichenon, qu'elle semble distincte des La Baume-Monrevel, citant toutefois les différentes branches données par La Chenaye-Desbois.
Amédée de Foras, dans son Armorial et nobiliaire de l'ancien duché de Savoie (1863, vol.1), présente cette famille sous la forme « Balme (de La). Seigneurs des Terraux, en Valromey, de Longefan et de La Molière, en Savoie ». Il donne deux écus avec les armes des « La Baulme, seigneurs de La Balme et de Fromente-sur-Cerdon, etc., comtes de Saint-Amour, d'où sont issus les La Balme (La Balme-en-Valromey : cf. Vieu), seigneurs des Terraux (ou des Terreaux : à Valromey) et de Prangin, etc. » et celles des « La Balme de La Molière, issus des seigneurs des Terraux, en Valromey ».
Il existait en Maurienne une famille de La Balme, originaire de Montvernier (ou Montvarnier), à propos de laquelle le comte de Foras écrit « je n'ai pu réussir à rattacher à aucune des grandes races qui ont porté le nom de la Balme, celle de Maurienne ».

## Héraldique
| Famille de la Balme | Les armes de la famille de la Balme se blasonnent ainsi : d'or à bande d'azur., 1. Cimier : un cygne d'argent ; 2. Support : deux griffons d'or ; |

Branche des La Balme, seigneurs de Terreaux, ayant donné les La Balme de la Molière :
- D'azur à trois bandes d'or[6].

## Titres et possessions

### Titres
La branche de la Baume-Saint-Amour a porté les titres suivants :
- Comte de Saint-Amour (Jura)[15] (érection de la terre de Saint-Amour en comté en 1570 par Philippe II en faveur de Louis de La Baume[1] ;
- Prince de Steinhuse[16] (au comté d'Alost, par le mariage d'Antoine de La Baume de La Chaux avec Jeanne, fille de Jean Richardot prince de Steenhuysen);
- Marquis d'Yenne[17] ;
- Baron de Beaujeu[17] (par le mariage d'Emmanuel-Philibert de La Baume St-Amour — frère aîné d'Antoine — avec Hélène Perrenot de Granvelle) ;
- Baron de Saint-Loup[17] (par héritage des Poupet).

### Seigneuries
Les différentes branches ont été seigneurs notamment de La Balme-sur-Cerdon, de Fromentes sur Cerdon (Ain), de Longefan, de La Biolle, de la Molière (Savoie), des Terreaux (en Valromey), de Château-Neuf, de Balanod, de Saint-Amour (Jura ; ces trois dernières seigneuries en 1548, par achat et par héritage des Damas de Digoine : voir le chapô de l'article), etc.

## Histoire
La famille de La Balme est une famille originaire de La Balme-sur-Cerdon, en Bugey et tire son nom du château qui « était situé sur un roc, dans lequel se trouvait une cave profonde d'où lui est venu son nom de  Balme ou de Baume ». Elle serait apparue vers le XIe siècle,. Le premier membre mentionné serait le chevalier Hugues de La Balme (ou de la Baume), vers 1080-86 dont l'un des fils, Hugues de la Balme ou de la Baulme, deuxième du nom, continua sa descendance qui forma les seigneurs de Fromentes, la Balme-sur-Cerdon et de Perès, comtes de Saint-Amour,.
Deux rameaux se sont installés en Savoie, l'un à Longefan et l'autre à la Molière (à la Biolle). Ils se sont éteints vers 1550 environ pour le premier et à l'époque de la Révolution française pour le second.
Le chevalier Philibert de La Baulme, seigneur de Perès, en Bresse, et de Vertrieu, en Dauphiné, échanson du roi Louis XI, épouse Françoise Bouchard de Montflory, dame du Marterey en Dauphiné, terre que ses descendants possédaient encore en 1560.
La famille de La Balme, en Bugey, s'est éteinte, en ligne masculine, au XVIe siècle avec Claude de La Baume, seigneur de la Balme-sur-Cerdon qui est en 1561 conseiller et maître d'hôtel de la reine de Navarre, Jeanne d'Albret. Claude de La Baume a eu deux filles, l'une d'entre-elles, Marie, dame de La Balme-sur-Cerdon a épousé Claude de Mareste, seigneur de Chavanne, la seconde est morte sans postérité.
Une branche s'est fixée en Franche-Comté lors de l'acquisition qu'elle a faite de la terre de Saint-Amour en 1548 et elle a porté dès lors le nom de La Baume-Saint-Amour.
L'historien Dom Paul Benoit, à propos des abbés de Saint-Claude, nomme Guillaume V issue de « la famille de la Baume Saint-Amour, l'une des plus illustres de la Franche-Comté ».
Emmanuel-Philibert de La Baume-St-Amour épousa en 1599 Hélène Perrenot de Granvelle, fille de Frédéric Perrenot de Granvelle, lui-même frère du cardinal de Granvelle. Les comtes de La Baume-Saint-Amour héritent de la fortune patrimoniale de la famille Perrenot de Granvelle, et notamment de la collection d'art commencée par le chancelier de Charles Quint Nicolas Perrenot de Granvelle ainsi que du palais Granvelle à Besançon.
Jacques-Philippe de la Baume, dernier comte de Saint-Amour, mort dans son château de Champtonnay, près de Gray, le 26 novembre 1761 institue par son testament daté du château de Saint-Amour du 25 février 1757, le marquis de Choiseul-La Baume pour son héritier universel.

## Filiation
Voici un essai généalogique, d'après La Chesnaye des Bois et Moréri :
- Hugues Ier de La Balme en Bugey (fl. 1080) ; père de - Hugues II (fl. 1120) ; père de - Hugues III (fl. 1147 ; ∞ à Alix, fille de Roland de Binan ; dans sa fratrie, se trouveraient Aimé (co-seigneur de La Balme-sur-Cerdon), Guillaume (souche des seigneurs de La Picarderie (La Picarderée), de Genesey et de Corleyson), et Isar (souche des seigneurs de Langes sur Cerdon, de/du Morterey et de Ramasse) : La Picarderie et Langes sont deux châteaux disparus, à la localisation inconnue, sans doute près de Cerdon, La Balme et St-Alban[25]) ;
- Hugues III est père de Guillaume de La Balme (qu'on dit souche des seigneurs de La Balme, des Terreaux et de Prangin en Valromey, du Bouchet en Dauphiné, de Molières en Savoie avec sans doute aussi Longefan ; c'est peut-être cette branche qui aurait essaimé à Vertrieu en Dauphiné, dont les seigneurs venus d'Amblard, fl. 1340, sont dits issus des La Balme en Bugey), et de - Humbert Ier de La Balme-sur-Cerdon, ∞ vers 1230 Huguette de Beauregard, dame de Fromente(s) ; ces derniers sont parents de - Humbert II, sire de La Balme-sur-Cerdon et de Fromente († 1289 ; dans sa fratrie, se trouverait Anselme, souche des seigneurs de Bo(s)ches), lui-même père de :
  - Guillaume III (cf. section « Personnalités »), de Pierre (III) (cf. section « Personnalités »), de Jean (II) (cf. section « Personnalités »), et de leur frère aîné, autre - Jean, qui suit :
- Jean, sire de La Balme-sur-Cerdon et de Fromente, fils aîné d'Humbert II, ∞ Marguerite, fille d'Étienne Ier de Coligny d'Andelot (~1251-1318) et d'Isabelle de Sabran-Forcalquier dame de Cressia, d'où :
  - Étienne († vers 1360), sgr. en partie de La Balme-sur-Cerdon et souche des seigneurs de Fromente(s) sur le Suran ; conseiller-chambellan du comte de Savoie Amédée VI en 1346 ; marié en 1329 à Huguette, fille de Vauchier de Beauregard, d'où - Humbert III de La Balme et Fromente († 1391), ∞ Catherine, fille d'Humbert de Luyrieu(x) de la Cueille, dont : Huguette de La Balme (dame de Fromente(s), Bohan/Buenc et Boutavant à Vescles, mariée à Jacquemart/Jacques Ier de Coligny d'Andelot, † vers 1434), et sa sœur Aynarde de La Balme (dame de Monthous en Genevois, épouse de Guy de La Palud-Varembon). Étienne a dans sa fratrie :
  - Geoffroy et Humbert (chanoines-comtes de Lyon) ; Aimé/Amédée (abbé d'Ambronay en 1336 et de St-Vincent de Besançon en 1349), et - Amblard, qui suit :
- Amblard Ier, seigneur de La Balme-sur-Cerdon, dit de Fromentes, châtelain de Château-Gaillard du 2 mai 1351 au 6 mars 1352[26], exclu ; fils de Jean de La Balme et mari en 1346 de Marguerite, fille de Pierre II de Sales, d'où : Pierre de La Balme, sgr. de Sales et Pommiers (sans doute Salles et Pommiers) (∞ 1373 Catherine, fille de Girard d'Estrées de Baneins, chancelier de Savoie : Postérité féminine), Guillaume V abbé de St-Claude en 1384-1393, et - Perceval, qui suit.
- Pierre de La Balme, chevalier, bailli du Bugey, châtelain de Saint-Germain du 3 janvier 1343 au 6 avril 1344[26] (à quelle branche le rattacher ? On trouve des Pierre de La Balme dans les branches de Bosches et du Valromey ; de plus Pierre de La Baume-Montrevel fut bailli de Bresse et de Bugey dans la 1re moitié du XIVe siècle[23]).
- Perceval de La Balme (vivant aux XIVe siècle et XVe siècle), fils d'Amblard ; marié à Isabelle, fille de Barthélemy des Roches sgr. de Perès, d'où :
  - Branche de La Balme-sur-Cerdon : Amblard II († 1479), sgr. de La Balme-sur-Cerdon, ∞ 1° Louise, fille d'Henri de Mathéfélon de Martignat, et 2° Jeanne, fille de Jean de Germolles en Mâconnais, d'où (du 2°) : 
    - Perceval, ecclésiastique (cf. section « Personnalités »), et - Guillaume († 1500), sgr. de La Balme-sur-Cerdon, ∞ Françoise, fille d'Antoine de La Balme de/du Morterey et de La Tour-de-Cerdon, d'où :
      - Bertrand, sgr. de La Balme-sur-Cerdon, fl. 1532, ∞ Marguerite, fille de Jean de Poysieux du Passage, dont :
        - Claude, sgr. de La Baume-sur-Cerdon, conseiller et maître d'Hôtel de la reine de Navarre en 1561, ∞ Charlotte, fille de Simon de La Fontaine du Boys en Bugey : Parents de - Marie de La Balme, dame de La Balme-sur-Cerdon, ∞ 1581 Claude de Mareste de Chavanne.

  - Branche de Perès (Perrex) puis de Saint-Amour : Guillaume Mortelet († 1470), seigneur de Perès, fils puîné de Perceval et frère cadet d'Amblard II, échanson du comte-duc Philippe le Bon, ∞ Louise, fille de Jean de Genost de La Ferle, dont :
    - Louis, souche des seigneurs de Montfalconnet : mari de Philiberte, fille de Jean de Tenay de La Falconnière, et père de Philibert de Montfalconnet, Grand-écuyer et premier Maître d'Hôtel de Charles Quint, sans alliance
    - et son frère aîné - Philibert Ier, sgr. de Perès, échanson de Louis XI, Grand-écuyer de Savoie, ∞ 1° Philiberte, fille d'Antoine de St-Trivier, 2° Françoise Bouchard de Montflory, 3° Péronne, fille de Charles de Poupet de la Chaux (Sans postérité, mais La Chaux et Crèvecœur finiront cependant par échoir aux La Balme, avec le nom de Poupet : voir ci-dessous), et 4° Eléonore de la Rat(t)e, veuve d'Humbert de Varax de Belmont, d'où : (du 2°) Jeanne-Philiberte de La Balme, épouse de Charles de Poupet (dont postérité ; on remarquera que Philibert Ier de La Balme et Charles de Poupet étaient gendres l'un de l'autre !), et ses demi-frères : 
      - (du 4°) Anatole, souche des seigneurs de Romans ; et son aîné - Philibert II († vers 1568), sgr. de Perès, sgr. de Corgenon et Trois-Fontaines (le 14 août 1554, par un arrêt du Parlement de Chambéry), baron de St-Amour (1548), ∞ octobre 1531 Françoise (de) Damas de Digoine, dame de Saint-Amour, sœur de Jean II Damas de Digone et St-Amour (cette seigneurie est acquise en 1548, par achat à Jean II et par les droits de la femme de Philibert II), d'où :
        - Antoine, abbé de Baume (1583-1601), et de Luxeuil en 1601-1622 ; Aimé, sgr. de Crèvecœur et de la Chaux, ∞ Marguerite, fille de François de la Baume-Montrevel-Mont-St-Sorlin (veuve, Marguerite s'assurera de Corgenon et Trois-Fontaines qu'elle transmettra à son 2e mari Affricain d'Anglure d'Amblise) ; et leur frère aîné :
        - Louis de Poupet, 1er comte de St-Amour en 1570 (érigé par le comte-roi Philippe II), marquis de Yenne et Saint-Genix (terre reçue du duc Charles-Emmanuel en 1586), ∞ 1° 1560 Claudine, fille de Philibert de La Tessonnière de Chaneins (Postérité féminine), et 2°) : épouse le 15 juin 1574 Haute et Puissante Dame Catherine de Bruges de La Gruthuse, princesse de Stennhuize, dame de Montmirail, d'Espey, Comtesse de Saint-Amour, etc. unique fille de René de Bruges-de La Gruuthuse, prince de Steenhuyse marié à Béatrice de la Chambre-Seyssel, fille de Jean Ier de La Chambre et de Barbe d'Amboise (Maison de La Chambre) seigneur de Chamoux, vicomte de Maurienne, demoiselle d'honneur de la reine Catherine de Médicis, d'où la descendance suivante :
          - Charles-Emmanuel de Poupet de la Chaux († 1584) ; Antoine de Poupet, souche des barons de la Chaux (par la succession de la famille de Poupet échue à son père Louis en 1583, à la mort de l'abbé Guillaume de Poupet), son frère Antoine de La Baulme baron de La Chaux, se marie vers 1602 à Jeanne, fille du Président Jean Richardot: d'où Catherine de La Baume-Poupet dite également de Bruges, dame de la Chaux, épouse en 1622 d'Albert-Eugène de Genève-Lullin (1602-1664 ou vers 1668), gouverneur de Gray : d'où Christine de Genève († 1634) ; Philippe, abbé de Luxeuil en 1622-1631 ; et leur frère aîné,
          - Emmanuel-Philibert de la Baume, dit de Poupet, de Bruges et de Corgenon, comte de St-Amour, marquis de St-Genix et d'Yenne, ∞ 1599 Hélène de Granvelle, fille de Fréderic Perrenot de Granvelle, seigneur de Champagney d'où :
            - Philibert/Philippe (1616-1688), marquis d'Yenne, sgr. de Perrex et de Beaujeu, bailli d'Aval, ∞ Dorothée, fille de Claude de Rye de Balançon : Sans postérité ; Catherine, ∞ Jean-Claude de Lévis de Châteaumorand ; Caroline, ∞ Ermenfroy-François II d'Oyselet (Sans postérité survivante) ; et leur frère aîné :
            - Jacques-Nicolas Perrenot de Granvelle de La Baume et de Bruges, comte de Saint-Amour[27], marquis de St-Genix, sgr. de Maîche (1662). Il relève le nom et les armes des Granvelle (1637)[27]. Capitaine général en Comté de Bourgogne, il commandait l'infanterie espagnole à la Bataille de Lens que le Prince de Condé gagna le 20 août 1648 où il fut blessé et fait prisonnier. Membre du Parlement, Jacques Nicolas qui devint chevalier de l'ordre de l'Ordre de la Toison d'or (sans jamais avoir reçue cette dignité avant sa mort survenue en 1658 ?) fut gouverneur de Dole et capitaine général du Comté de la province de Namur et gouverneur de la ville[28] de Namur ∞ Marie des Porcellets de Maillane, d'où :
              - Philippe, marquis de St-Genix († sans postérité) ; Caroline, dame de Beaujeu, ∞ le comte Alexandre de Visconti (Sans postérité) ; et leur frère,
              - Charles-François de La Baume († 1713), comte de St-Amour[27], marquis d'Yenne et St-Genix, baron de Montmirail, Authon et la Bazoche au Perche-Gouët (par les de Bruges de La Gruuthuse[29]), héritier des maisons de La Balme-Montfalconnet, de St-Amour, de Poupet de la Chaux, de Bruges, Perrenot de Granvelle, des Porcellets de Maillane, d'Oyselet, etc., mais ces héritages en cascade étaient en partie plus théoriques que réels, et surtout Charles-François aliéna une grande part de son patrimoine ; marié à Marie-Anne de Pont, et père de :
                - Jacques-Philippe, comte de St-Amour († 1770), sans postérité, léguant la terre de Saint-Amour à Claude Antoine Clériadus de Choiseul La Baume (1733-guillotiné en 1794), dernier comte de St-Amour et dernier représentant des Granvelle[27].
- Jacques de La Balme (de la branche installée en Valromey puis en Savoie ?)
  - Jean de La Balme (1478 et encore cité en 1499), fils de Jacques, il est seigneur de Longefan entre 1478 et 1485[30].
    - Aubert de La Balme (1499 et encore cité en 1509), fils de Jean, seigneur de Longefan entre 1499 et 1509[30], sa femme vend sa moitié, en 1526[30], à Jean Oddinet.
      - Jeanne de La Balme, fille d'Aubert et de Marie du Colombier, ∞ Jean Oddinet[30].

## Personnalités
Religieux
- Évêques de Belley : Pierre [III] de la Baume (1285/87-1298 ?, selon La Chesnaye Des Bois donne par erreur 1265[31]) ; Jean [III] de La Baume (à la suite, frère du précédent, donné en 1330 par La Chesnaye Des Bois[31]) ; Perceval de La Baume (1438-1444)[32].
- Évêque de Mondovi : Perceval de La Baume (1429-1438)[32].
- évêque de Sion (?) : Guillaume de La Baume-Saint-Amour, abbé de Saint-Claude (1386-1412), est donné par la tradition comme évêque en 1386[33]. Cependant, les études contemporaines indiquent que c'est son prédécesseur à l'abbaye, Guillaume de Beauregard qui est désigné pour monter sur le trône de Sion[34],[35].
- Abbé d'Hautecombe : Perceval de La Baume (1444-1453).
- abbés d'Ambronay[36],[37] : Pierre [I] de La Baume (1208-1211) ? ; Pierre [II] de La Baume/La Balme (1227-1229) ; Jean [I] de La Baume[38] (…1270-1282) ; Pierre [III] (1283, considéré comme appartenant à la famille dans la Gallia Christiana) ; Jean [II] de La Baume (1285) ; Guillaume [III] de La Baume (1290-13…) ; Jean [III] de La Baume (1317-résigne en 1336) ; Aimé/Amédée de La Baume (1336-1341).
- abbé de Saint-Claude : Guillaume [III] de la Baume (1293-1298) ; Guillaume V de La Baume (1386-1412)[39].
- Abbé de Baume-les-Messieurs : Antoine de La Baume (1583-1601)[40].
- Abbé de Luxeuil : Antoine de La Baume (1601-1622)[40], Philippe de La Baume (1622-1631), neveu du précédent[40].

Laïcs
- Emmanuel-Philibert de La Baume, comte de Saint-Amour, marquis de Saint-Genis et d'Yenne (1577-1622), « capitaine de cinquante chevau-légers pour le duc de Savoie ; le roi d'Espagne lui donna un régiment de Bourguignons, à la tête duquel il fit la guerre des Pays-Bas. Il se distingua notamment au siège d'Hagueneau, sous les ordres de Léopold, archiduc d'Autriche et archevêque de Strasbourg. » « Il épousa, en 1599, Hélène, fille unique de Frédéric Perrenot de Grandvelle » et nièce du cardinal Antoine Perrenot de Granvelle, ministre de Charles-Quint et de Philippe II[41].
- Philippe de la Baume-Saint-Amour (1616-1688) gouverneur de Franche-Comté de 1661 à 1668
- Jacques-Nicolas de la Baume, comte de Saint-Amour (1603-1658) et gouverneur de Dole, gentilhomme de la chambre du roi d'Espagne, colonel d'infanterie et sergent général, commandant l'infanterie espagnole à la bataille de Lens (1648), « où il fut blessé et fait prisonnier ». Nommé chevalier de la Toison d'or et gouverneur du comté de Bourgogne, il mourut avant d'être reçu[42].

## Possessions
Liste non exhaustive des possessions tenues en nom propre ou en fief par les différentes branches :
- château de La Balme-sur-Cerdon (Ain)
- château de Champtonnay (Haute-Saône)
- palais Granvelle (Besançon) (Doubs)
- maison forte de la Mollière, à La Biolle (Savoie) acquise en (1400) par Claude de la Balme ;
- château de Longefan, à La Biolle (1478-1526) ;
- château de Montfalcon, à La Biolle, en indivision, (1314-1509) ;
- château de Saint-Amour (Jura);
- château de Sermenaz, à Neyron (Ain) (XVe siècle).